# 1 Mile to You
1 Mile to You es una película de drama romántico deportivo estadounidense de 2017 dirigida por Leif Tilden y protagonizada por Billy Crudup, Graham Rogers, Liana Liberato, Stefanie Scott y Tim Roth. Está basada en la novela Life at These Speeds de Jeremy Jackson de 2002.

## Trama
Cuando un adolescente pierde a su novia en un horrible y devastador accidente, descubre que correr lo mantiene conectado con ella durante sus momentos de "euforia del corredor", en los que su corazón se regocija y se vuelve extasiado. Perseguir su memoria lo lleva a correr más rápido y ganar carreras para su nuevo entrenador. En poco tiempo, su nueva notoriedad atrae la atención de una nueva chica inteligente que está decidida a descubrir qué está pasando realmente dentro de él.

## Elenco
- Billy Crudup como entrenador K
- Graham Rogers como Kevin
- Liana Liberato como Henny
- Stefanie Scott como Ellie
- Tim Roth como el entrenador Jared
- Peter Coyote como director Umber
- Melanie Lynskey como entrenador Rowan
- Jaren Mitchell como Jol Brule
- Thomas Cocquerel como Rye Bledsoe
- Peter Holden como el Sr.Schuler

## Producción
La película fue filmada en Jackson, Misisipi y otros lugares cercanos.

## Recepción
S. Jhoanna Robledo de Common Sense Media le dio a la película dos estrellas de cinco. Recibió una calificación del 65% en Rotten Tomatoes.